# 东北学院大学短期大学部
东北学院大学短期大学部（日语：／ Tōhoku Gakuin Daigaku Tanki Daigakubu *）是过去一所位于日本宫城县仙台市的私立短期大学。

## 概要

### 简介
- 学校法人东北学院经营之短期大学了。东北学院大学的源流即东北学院成立于1891年、来教育的基础是新教。短期大学为于1950年开办同时招収男女学生。以后招生到1958年、停办于1960年[1][2]。

### 历史
- 1950年 东北学院大学短期大学部成立并同时设置两个学科、以下列举[2]。
  - 英文科第二部：招生定额是100名[3]
  - 经济科第二部：招生定额是150名[3]
- 1952年 法科第二部成立、招生定额是100名[3]。
- 1953年 两个课程成立于业余课程、以下列举[4]
  - 英语专修第二部
  - 商经专修第二部
- 1958年 最后一年招生、次年停止招生（正式停办于1960年3月31日[1]）。

## 学校环境
- 校区：在了宫城县仙台市[注 1]

## 历任校长
- 小田忠夫：就任短期大学校长从开办到停办[2]。

## 组织

### 学科
- 英文科第二部：
- 经济科第二部
- 法科第二部

### 专科
| - 没有 |

### 业余课程
| - 英语专修第二部 - 商经专修第二部 |

## 相关链接
- 日本短期大学列表